# Inaccessible Island
Inaccessible Island er en ø i den sydlige del af Atlanterhavet og en uddød vulkan. Øen er 14 km² stor og ligger 45 km sydvest for øen Tristan da Cunha. Øen er et britisk territorium og har gennem tiderne aldrig haft nogen permanent bosætning. Øen er sammen med Gough Island et naturreservat og er på UNESCOs Verdensarvsliste.

## Historie
Inaccessible Island blev genopdaget i 1652 af det nederlandske skib t'Nachtglas, 146 år efter at øen først blev set af portugisere. Da øen skulle nedtegnes på kortet, blev øen omtalt som utilgængelig (engelsk: inaccessible) da mandskabet havde problemer med at komme rundt på øen.
De tyske brødre Stoltenhoff kom til Inaccessible Island i 1871 for at bosætte sig her. Deres plan var at fange sæler og handle med de forbisejlende handelsmænd (men glemte hvor ofte – eller ikke – øen fik besøg). De blev reddet fra sultedøden i 1873 i forbindelse med en britisk ekspedition som skulle udforske øens fauna og flora. Stoltenhoff-brødrenes ophold på øen er skildret i bogen Shelter from the Spray (1952) af den sydafrikanske forfatter Eric Rosenthal.
I 1922 opholdt Ernest Shackletons skib Quest sig i en kort periode på Inaccessible Island, og en botaniker ombord opdagede en fugl som senere blev opkaldt efter ham, Wilkins Bunting (Nesospiza wilkinsi).
Norske forskere havde en ekspedition til øen i 1938. I løbet af de tre uger opholdet varede blev planter, fugle og sten kortlagt.
Efter 2 verdenskrig blev der udarbejdet en plan for at drive landbrug på Inaccessible Island, men disse planer blev aldrig realiseret.
Et andet forsøg på at få kortlagt øen blev gjort i 1962 af britiske forskere, og som så mange andre før dem, nåede de ikke til øens indre.
1976 blev Inaccessible Island erklæret som naturreservat, mens beboerne på Tristan da Cunha stadig har lov til at fange søfugle på øen.
Den mest vellykkede ekspedition til øen skete i 1982. Studenter og videnskabeligt personel fra Denstone College boede på øen fra 25. oktober 1982 til 9. februar 1983. De foretog en omfattende kortlægning af øen, studerede øens flora, fauna og geologi og mærkede mere end 3.000 fugle.
I 1997 blev Inaccessible Islands territorialfarvand ud til 14 sømil erklæret som naturreservat. For tiden er det kun guider fra Tristan de Cunha som kan tage imod turister fra besøgende krydstogtskibe.